# Márkos Albert (tanulmányíró)
Márkos Albert (Tarcsafalva, 1878. június 4. – Székelykeresztúr, 1949. november 17.) magyar tanulmány- és tankönyvíró.

## Élete
Középiskolai tanulmányait Székelykeresztúron kezdte és a kolozsvári Unitárius Főgimnáziumban fejezte be (1897). A kolozsvári egyetemen magyar-latin szakos tanári oklevelet szerzett (1901). Középiskolai tanárként a kolozsvári unitárius főgimnáziumban működött nyugalomba vonulásáig (1939).
Nyelvészeti cikkei, székely anekdota-feldolgozásai, pedagógiai vonatkozású írásai iskolája évkönyveiben jelentek meg. Fordított angolból és románból. Tagja volt az Unitárius Irodalmi Társaságnak és az EME választmányának. Nagy gondot fordított a nyelvtisztaságra; a '20-as-'30-as években az ő latin tankönyveiből tanult az ifjúság.

## Kötetei
- Latin nyelvtan és olvasókönyv gimnáziumi kezdő tanulók részére (Kolozsvár, 1922)
- Latin mondattan és olvasókönyv a gimnáziumok V-VII. osztálya számára (Kolozsvár, 1924)
- Nagyajtai Kovács István (Unitárius Könyvtár 14-15. Kolozsvár, 1926)
- Római régiségek és a latin irodalomtörténet rövid foglalata a lyceumok V-VII. osztálya számára (Kolozsvár, 1929)
- A nyelvtisztaságra való nevelés (Klny. az EME 1934-i vándorgyűlésének emlékkönyvéből. Kolozsvár, 1935)